# José Antonio Manzano
José Antonio Manzano o simplemente Manzano (Barcelona, 11 de diciembre de 1958-Basilea, 31 de marzo de 2019) fue un cantante de heavy metal y hard rock español, miembro de Banzai, entre otras bandas. Desde fines de los años 1980 trabajó en solitario como Manzano, paralelamente a otros proyectos. Tuvo un hijo llamado David Cristian Manzano.

## Carrera
Manzano nació el 11 de diciembre de 1958 en Barcelona. Se interesó el rock a los mediados del los 70. En 1979, fundó el grupo Tebeo, alineado con Alberto José Pont y Juan Antonio López en las guitarras, José Antonio Mingorance con el bajo y coros y David Biosca en la batería. La banda grabó dos discos, Labios rojos y Conversación privada, de 1980 y 1982, año de su disolución. 
Después de esta experiencia se unió a Tigres de Oro, posteriormente conocidos simplemente como Tigres, lo cual no grabó nada oficial en la banda, pasando luego por su banda más conocida, Banzai, con quienes graba Duro y potente (1984) y Alive N' Screamin (1988). A pesar de la popularidad de la banda, sufrió la crisis del rock español, lo que provocó un bajón de contrataciones, lo cual desembocó en la decisión de disolver la banda. Del mismo modo grabó el álbum En la batalla (1985) con el grupo Zero.
En 1988 lanzo su primer disco en solitario, titulado Manzano, seguido de Red Hot al año siguiente, y Al límite de la pasión, de 1990. Luego se fue a Suiza dónde ahí se fundó la banda Emergency dónde solo lanzaron un álbum, Boys will be boys (1993). Luego regreso a España para unirse con la banda de los hermanos Aria, Niagara dónde grabaron lanzaron el disco III (1994), manzano no duró mucho en esa banda, ya que un año después se disolvió. Manzano desapareció de los escenarios durante 16 años hasta su regreso nuevamente con Banzai en 2011 dónde grabaron un directo En vivo y potente (2012). Después regreso como solista luego de 25 años. grabo 2 discos como El rock es mi religión (2015), y en las Navidades de 2017, vuelve a publicar un nuevo trabajo con el escueto título de 4. Las presentaciones en directo del mismo, previstas para 2018, se ven truncadas por el recrudecimiento de un cáncer de colon con el que ya llevaba tiempo luchando y que él hizo público mediante un mensaje a través de las redes sociales y medios de comunicación especializados, dónde lamentablemente falleció el 31 de marzo del 2019 a causa de la misma enfermedad.

## Muerte
En 2018 Manzano anunció que estaba luchando contra el cáncer de colon y que no volverá a los escenarios hasta que se recupere. El 1 de abril del 2019, su hijo, David Manzano, anunció que su padre había muerto a los 60 años.

## Discografía

### Tebeo
- Labios Rojos (LP. Zafiro. 1980)
- Conversación Privada (LP. Zafiro. 1981)

### Banzai
- Duro y Potente (LP. WEA. 1984)
- Alive N' Screamin (LP. Claxon Redords. 1988)
- En vivo y potente (LP. Leyenda Records. 2012)

### ZERO
- En la batalla (LP. RCA Victor. 1985)
- Heavy Rock al Rojo (LP. Claxon Records. 1988) (Disco compartido con el grupo Tigres)

### Emergency
- Boys will be boys (LP. DJ Movement. 1993)

### Niagara
- Niagara III (LP. Inmense Records. 1994)

### En solitario
- Manzano (LP. G.B.B.S. Records. 1988)
- Red Hot (LP. G.B.B.S. Records. 1989)
- Al límite de la pasión (LP y CD. G.B.B.S. Records. 1990)
- Mi religión (CD. Leyenda Records. 2015)
- 4 (CD. The Fish Factory. 2017)